# CRそば屋の源さん
CRそば屋の源さん（-そばやのげんさん）は、三洋物産が開発、2007年9月3日に発売したデジパチタイプのパチンコ。CR大工の源さんのシリーズ機。

## 特徴
- 突然確率変動タイプで、『源さん』シリーズとしては初めて突然確率変動を採用した。
- ラウンド数変動タイプで、7R当選から15Rに格上げすることがある。
- 演出を高めるエビ天、黒電話役物を搭載。
- 2007年7月26日、三洋物産による当機の発表会が行われた（ニューピアホール、東京都港区）。2代目ミスマリンちゃんの小倉遥と中村果生莉がイベントに参加した。

## スペック
- 『CRそば屋の源さんMTA』
  - 大当たり確率（カッコ内は高確率） 1/359.5（1/35.95）※メーカー発表値
  - 確率変動割合 70%（突然確率変動含む、以後次回大当たりまで継続）
  - 確率変動図柄 「3、7」（15R確率変動）、「1、5」（7R確率変動）、「2、4、6、8、A（オールマイティ）」（15R通常）
    - （実際は別デジタルで大当たり振り分けが決定

  - リミッターなし
  - 賞球数 3&4&10&13 大当たり7R9C、15R9C、2R0C
  - 通常大当たり終了後、70回転の時短

- 『CRそば屋の源さんMTB』
  - 大当たり確率（カッコ内は高確率） 1/315.5（1/31.55）※メーカー発表値
  - 確率変動割合 65%（突然確率変動含む、以後次回大当たりまで継続）
  - 確率変動図柄 「3、7」（15R確率変動）、「1、5」（7R確率変動）、「2、4、6、8、A（オールマイティ）」（15R通常）
    - （実際は別デジタルで大当たり振り分けが決定）

  - リミッターなし
  - 賞球数 3&4&10&13 大当たり7R9C、15R9C、2R0C
  - 通常大当たり終了後、70回転の時短

## 演出

### 予告
- フィルム予告。
- フィルムステップアップ予告。
- チャンス目予告。同一図柄が3つ停止すればチャンス。
- 炎すべり予告。
- オールリーチ予告。右図柄がA（オールマイティ）に変化するとチャンス。
- ステップアップ予告。『にゃ～』（猫の鳴き声）→猫登場→セイロ登場→源さん登場。
- 弾予告。弾登場、チャンスボタン押下で出現する料理とメッセージで期待度が変化。
- 出窓予告。黒電話音とともに店の窓がズームアップされればスペシャルリーチ発展のチャンス。
- 通行人予告。通常と異なるとチャンス。
- 背景予告。
- エビ天フラッシュ。リーチ発生時にエビ天が光ると期待度アップ。

### リーチ
- 出前リーチ。
- 犬吉リーチ。
- セイロリーチ。
- 源さんリーチ。
- 全回転リーチ。

## 大当たり演出
- 大当たり図柄揃い時、または大当たり消化中に確率変動・ラウンド数の昇格演出が発生する場合がある。
- 大当たり5連荘以上でセイロ、10連荘以上でミカが登場。

## 突然確率変動モード
- 出前リーチの発展でチャンス。

## 登場人物
- 田村 源七郎 通称源さん。当機の主人公。
- 桐島 セイロ 源さんの幼なじみで当機のヒロイン。
- 八波 弾 洋食屋で、源さんをライバル視している。
- 犬吉 そばが好きな泥棒。
- 刃渡 ミカ お祭り好きの女の子。